# Kronenkreuz

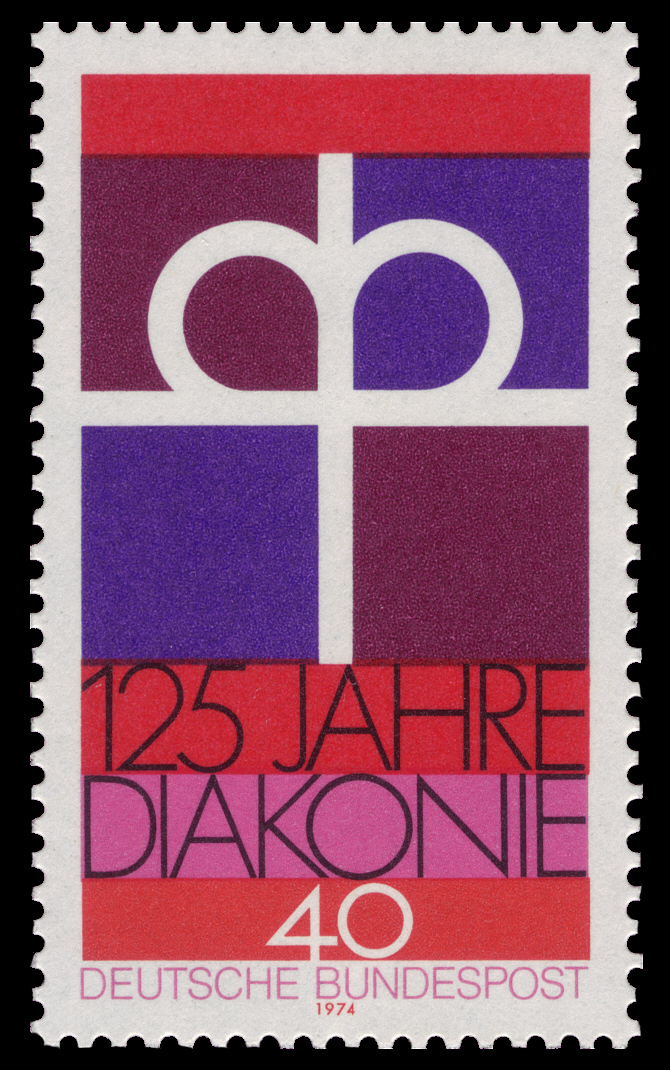
Kronenkreuz in Jubiläumsbriefmarke zum 125-jährigen Bestehen der Diakonie

Das Kronenkreuz ist das Zeichen des Diakonischen Werkes in Deutschland sowie der Diakonie Österreich, der Polnischen Diakonie und des europäischen Verbandes Eurodiaconia.
Es wurde von Richard Boehland 1925 für die Innere Mission entworfen. Das Zeichen wurde gebildet aus der Verbindung der Anfangsbuchstaben der Inneren Mission, wobei das I den Längsbalken bildet und ein unziales M den Querbalken mit Aufbau. Nach der Gründung des Diakonischen Werkes wurde das Kronenkreuz von diesem übernommen.
Das Kreuz ist ein Hinweis auf Not und Tod, die Krone weist auf Hoffnung und Auferstehung hin. Die Verbindung der beiden Elemente soll die Zuversicht wecken, dass Not und Tod durch den Glauben an Jesus Christus überwunden werden können.
Das Kronenkreuz der Diakonie in Gold ist eine Auszeichnung der Diakonie für langjährige Dienste in Kirche und Diakonie. Die Goldenen Kronenkreuze als Anstecknadeln in Form einer Brosche oder Reversnadel in 585er Gold werden in den Werkstätten der Stiftung kreuznacher diakonie auf der Asbacher Hütte in Handarbeit hergestellt.
Das Zeichen ist markenrechtlich zugunsten des Evangelischen Werkes für Diakonie und Entwicklung e. V. geschützt.

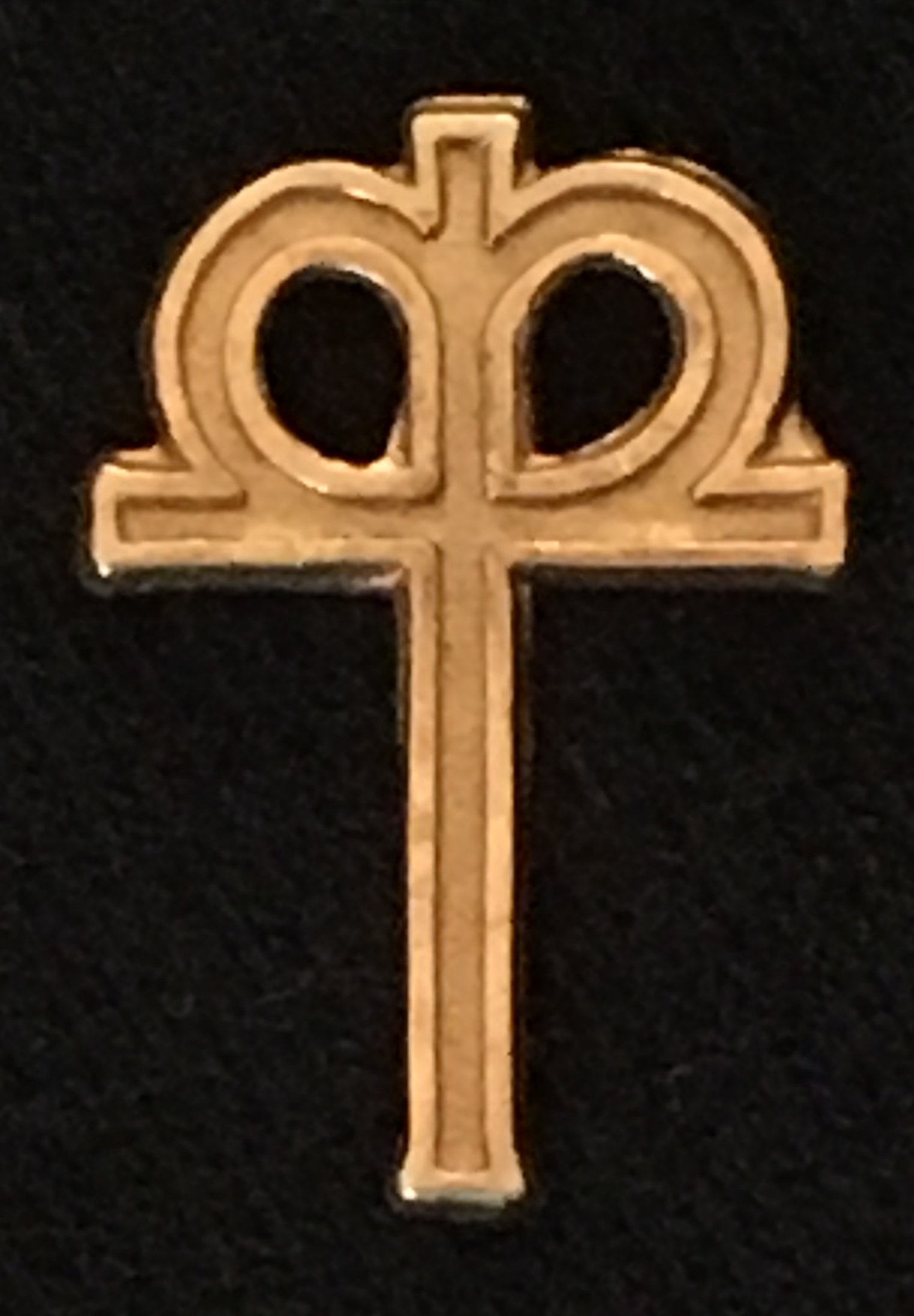
Auszeichnung: Das Kronenkreuz der Diakonie in Gold

## Heraldik
Das Kronenkreuz als Zeichen der Diakonie wurde in die Wappen einiger Orte aufgenommen, die von Einrichtungen der Inneren Mission bzw. Diakonie geprägt sind. Es ist in der Heraldik eine gemeine Figur. Dargestellt wird ein Pfahl mit aufgesetzter Krone. Blasonieren kann man: ein Pfahl eine Krone tragend. Die Krone ist streng einfach gehalten.
Alle Tinkturen sind im Rahmen der Heraldik zugelassen.
Die Wappenfigur ist von der Krone mit Kreuz zu unterscheiden.

Buckenhof
Rickling
Volmerdingsen